# 戈羅比伊 (津科夫區)
50°12′51″N 34°17′54″E / 50.21417°N 34.29833°E
戈羅比伊（烏克蘭語：Горобії），是烏克蘭中部的村莊，隸屬波爾塔瓦州的波爾塔瓦區。該村距離佩列利斯基和索科利夫希納0.5公里，面積1.052平方公里，海拔高度166米，2001年人口95。